# Anna Luisa Pignatelli
Œuvres principales
- Les grands enfants 2009
- Le dernier fief 2009
- Noir toscan  2009
- Le lac indigène 2012

Anna Luisa Pignatelli, née le 22 novembre 1952 à Asciano, est une romancière italienne.

## Biographie
De père allemand, elle nait en Toscane, à Asciano, près de Sienne. Elle fait ses études à Sienne et à Florence, où elle se diplôme en Sciences politiques à la faculté Cesari Alfieri. Mariée avec Fabrizio Pignatelli, diplomate, elle vit de nombreuses années à l'étranger et notamment au Guatemala, en Tanzanie, au Portugal et en Corée du Sud. 
À Séoul, ainsi qu’à Rome auprès de l’Institut des Études Orientaux de l’Université La Sapienza, elle étudie langue et littérature coréenne. 
Pendant les années passées au Guatemala, elle connait l’écrivain guatémaltèque Mario Monteforte Toledo, rentré de son exil au Mexique, qui, avec le récit de ses expériences et ses écrits, l’introduit dans l’univers secret des ethnies d’origine maya du lac Atitlan.
Une région à laquelle elle reste profondement liée et où elle situe son  roman Le lac indigène, (2012) : à travers l'assassinat d'un photographe, l'auteur relate les massacres de civils et de communautés autochtones perpétrés par l’ Armée guatémaltèque lors de la guerre civile qui a ensanglanté le pays dans les années ‘80.  
Ses origines toscanes émergent dans les romans L'ultimo feudo (Le dernier fief) 2002, Buio (Noir toscan) 2006, Ruggine 2016, et Il campo di Gosto 2023, où les thèmes dominants concernent l'attachement à la terre et les valeurs antiques de ses personnages, leur solitude et aliénation dans un monde qui vit à l’enseigne du matérialisme le plus brutal. 

## Critique
Antonio Tabucchi considère son œuvre comme « une voix inhabituelle dans la littérature italienne, lyrique, tranchante, désolée ». Rodolfo Tommasi a défini L’ultimo feudo (Le dernier fief) comme un « chef-d'œuvre de la fiction contemporaine » , Filippo La Porta, qui met Ruggine à la deuxième place de sa liste de livres de l'année 2016 , écrit dans le Sole 24 ore que « l'art de ne pas coïncider avec son temps est ce qui fait qu'un texte puisse devenir un classique. C'est le cas de Ruggine». Vincenzo Consolo écrit sur Nero Toscano (Noir Toscan): « Cette histoire d’un paysan du sud qui s’etabli dans la campagne toscane pour défendre la nature et le paysage c’est exemplaire de ce que l’on devrait faire dans notre monde d’aujourd’hui et  des valeurs pour lesquelles il  vaut la peine de se battre ». Vasco Graça Moura a présenté Noir Toscan à la Fondation Gulbenkian de Paris en 2011. Sur  Noir Toscan René de Ceccatty a écrit sur Le Monde: « Noir est un paysan qui lutte  contre les hommes et épanche sur les animaux son besoin insatiable de compassion. Trop singulier, trop solitaire, la nature finit par lui présenter un miroir de ses tourments. La mort de Noir est un beau moment de littérature, discret, cinglant, net ».
Ses romans sont commentés dans de nombreux journaux italiens, français et espagnols: ANSA , La Stampa , La Repubblica, il manifesto , Il Sole 24 ore , Corriere della Sera , La Quinzaine littéraire , Le Figaro littéraire, Le Temps, LaLibre.be , El Periodico, Jornal de Letras, Artes et Ideias.

## Œuvre
- Maya. Vita d'oggi degli uomini di mais, Firenze, Nardini press, 1989,  (ISBN 978 8840490007). 1. réimpression 1991 e 1996
- Gli impreparati, Paisan di Prato, Campanotto, 1996.
- L'ultimo feudo, préface de  Luciana Stegagno Picchio, Faenza, Mobydick, 2002,  (ISBN 88-8178-208-1).
- Nero toscano, Roma, Lantana, 2012,  (ISBN 978-88-97012-51-1).
- Le lac indigène, Paris, La Différence, 2012,  (ISBN 978-2-7291-1978-2).
- Ruggine, Roma, Fazi, 2016,  (ISBN 978-88-7625-828-2).
- Foschia, Roma, Fazi, 2019,  (ISBN 9788893254762).
- Il campo di Gosto, Roma, Fazi, 2023,  (ISBN 9791259673213)

## Traductions
Elle a été d'abord connue en France lorsque l'éditeur La Differénce a réédité en 2009 deux de ses livres: Le dernier fief (avec préface de Luciana Stegagno Picchio)  et Les grands enfants, déjà parus en 2001 chez l’Harmattan, et a publié Noir Toscan. Dans la même année, elle a été finaliste du prix Femina étranger avec son roman Noir Toscan  et en 2010 elle a reçu, avec le même roman, le Prix des lecteurs du Var, présidé par Elias Kouhry. Le lac indigène, publié en France en 2012 par La Différence, a été edité en 2016 en espagnol par la maison d’édition guatémaltèque Sophos, avec postface de Dante Liano.

## Prix
- Prix Montale Fuori di Casa, pour l’ensemble de son oeuvre, Florence, Gabinet Viesseux, octobre 2023[12]
- Prix Città di Lugnano, pour Ruggine, Lugnano in Teverina, juillet  2016
- Prix des Lecteurs du Var, pour Noir Toscan, Toulon, novembre  2010[13]
- Prix Fiorino d'argento de la Ville de Florence, pour L'ultimo feudo, Florence, novembre  2002